# Paedogénesis
Para el proceso de la evolución del suelo, véase Pedogénesis.
Paedogénesis es el acto de la reproducción de un organismo que no ha alcanzado la madurez física. Se asocia con progénesis, donde la madurez sexual se alcanza en la forma juvenil y la madurez física aún no se logra.
La capacidad de paedogénesis se encuentra en los insectos en los que la fase larval se reproduce sin alcanzar la madurez. Se produce en las hembras de ciertos escarabajos, estrepsipteras, gusanos de saco y algunos mosquitos.
En ocasiones, en algunas especies, como mosquitos, las larvas han nacido  esencialmente embarazadas y se reproducen rápidamente. A menudo, estos insectos se devoran a la madre en el proceso (matrifagia). Este proceso generalmente es desencadenado por períodos de abundancia de alimentos en la zona y continuará indefinidamente hasta que la abundancia de alimentos se ha ido.
Un ejemplo interesante de ambos, paedogénesis y matrifagia, se encuentra en el "escarabajo de teléfono", Micromalthus debilis LeConte (Coleoptera: Micromalthidae) que tiene una de las historias de vida más complejas de cualquier metazoano (véase Pollack y Normark, 2001, J. Zool Syst. Evol. Res. 40). Las larvas del tipo triungulin (1.er estadio) o bien nacen de huevos, o bien nacen vivos de larvas hembras paedogénicas (telitoquía cíclica).
Al desarrollarse, pasan por una fase larvaria cerambicoida y una fase de reposo que las enfrenta a una bifurcación de historias de vida posibles: puede convertirse en una hembra ovípara adulta a través del estado pupal (ninfa), o muda a una larva hembra paedogenésica.
Esta fascinante historia de vida se cree que evolucionó por un mal funcionamiento de los simbiontes de los machos, lo que en buen estado les permiten digerir la madera de los troncos en descomposición y alimentarse. Los adultos son muy escasos y sólo se producen cuando se seca la sección del árbol y la dispersión se hace necesaria. Para producir un macho, una hembra larva paedogenésica produce un huevo masculino haploide (arrenotoquia) y entra en un estado latente durante el cual el huevo se incuba como larva y consume el cuerpo de su madre - la única fuente de alimento disponible, ya que la madera no puede ser digerida - antes de convertirse en ninfas y emerger como un adulto
Así, la producción de las crías varones es muy costosa y se cree que han impulsado la evolución de la paedogénesis en las hembras. Sin embargo, en esencia, transformándose en un macho, a costa de desechar la mitad de su genoma, la hembra paedogenésica conserva la capacidad de metamorfosis para convertirse en un adulto que es capaz de la dispersión de larvas cuando se deteriora su ambiente.